# Wielka Brytania w Konkursie Piosenki Eurowizji
Wielka Brytania uczestniczy w Konkursie Piosenki Eurowizji od 1957. Za krajowe przygotowania do konkursu odpowiada brytyjski nadawca publiczny British Broadcasting Corporation (BBC).
Wielka Brytania pięciokrotnie wygrała finał konkursu: w 1967 (Sandie Shaw z piosenką „Puppet on a String”), 1969 (Lulu z piosenką „Boom Bang-a-Bang”), 1976 (Brotherhood of Man z utworem „Save Your Kisses for Me”), 1981 (Bucks Fizz z „Making Your Mind Up”) i 1997 (Katrina and the Waves z „Love Shine a Light”).
Wielka Brytania była gospodarzem Konkursu Piosenki Eurowizji dziewięciokrotnie: pięć razy wygrywał możliwość organizacji koncertu, a trzykrotnie przejął prawo do przygotowań od państw, które nie były w stanie pokryć wszystkich kosztów finansowo (Holandia w 1960, Francja w 1963 i Monako w 1972) dodatkowo Wielka Brytania została gospodarzem Konkursu Piosenki Eurowizji w 2023 roku z powodu braku możliwości organizacji konkursu na Ukrainie – zwycięzcy Konkursu Piosenki Eurowizji z 2022 roku z powodu rosyjskiej inwazji w tymże roku.
Wielka Brytania nie wzięła udziału w dwóch konkursach: w 1956 nadesłała swoją propozycję po upłynięciu terminu zgłoszeń, a w 1958 wycofała się z uczestnictwa bez podania przyczyny.
Od 1999 BBC należy do grona nadawców z krajów tzw. Wielkiej Czwórki (później: Wielkiej Piątki), które mają zagwarantowany udział w finale konkursu dzięki wpłacaniu do Europejskiej Unii Nadawców (EBU) największych składek organizacyjnych.

## Historia Wielkiej Brytanii w Konkursie Piosenki Eurowizji

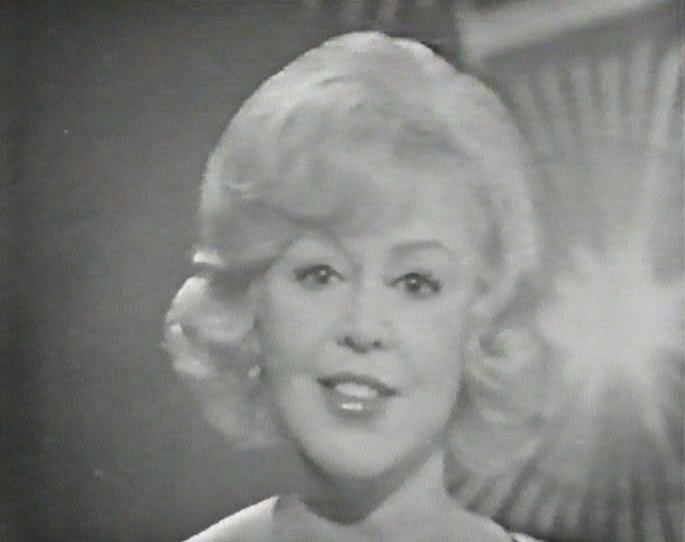
Kathy Kirby podczas występu w finale 10. Konkursu Piosenki Eurowizji w 1965

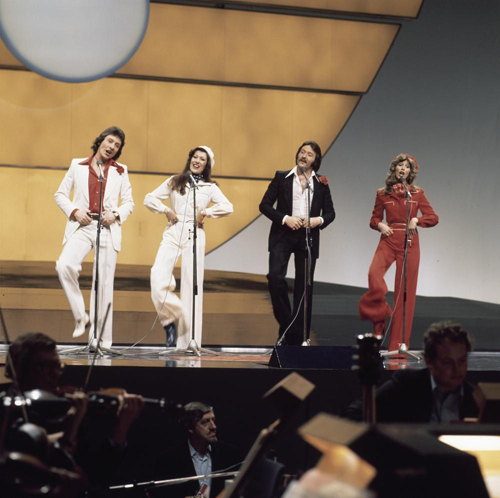
Brotherhood of Man podczas prób do występu w finale 21. Konkursu Piosenki Eurowizji w 1976

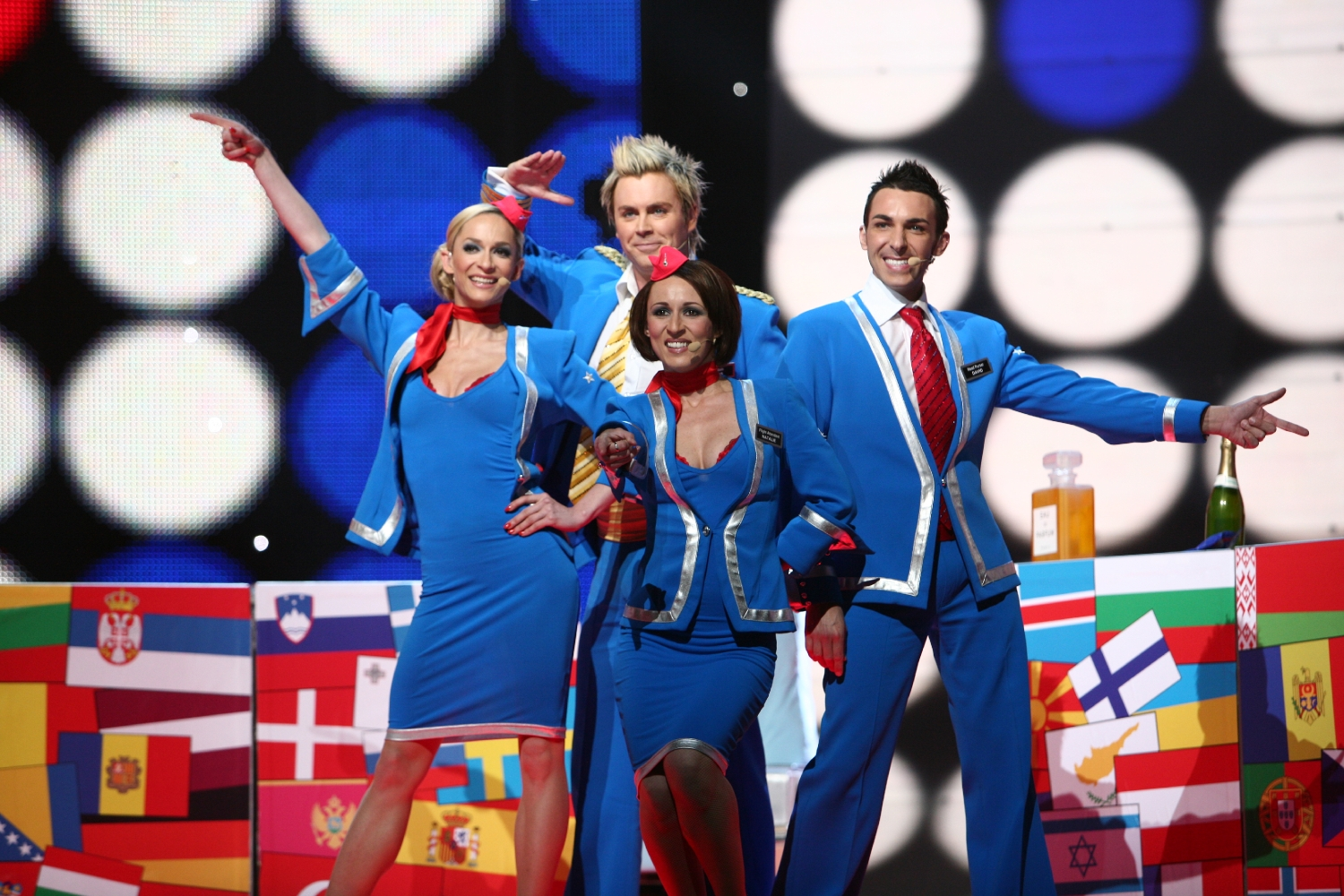
Zespół Scooch podczas występu w finale 52. Konkursu Piosenki Eurowizji w 2007

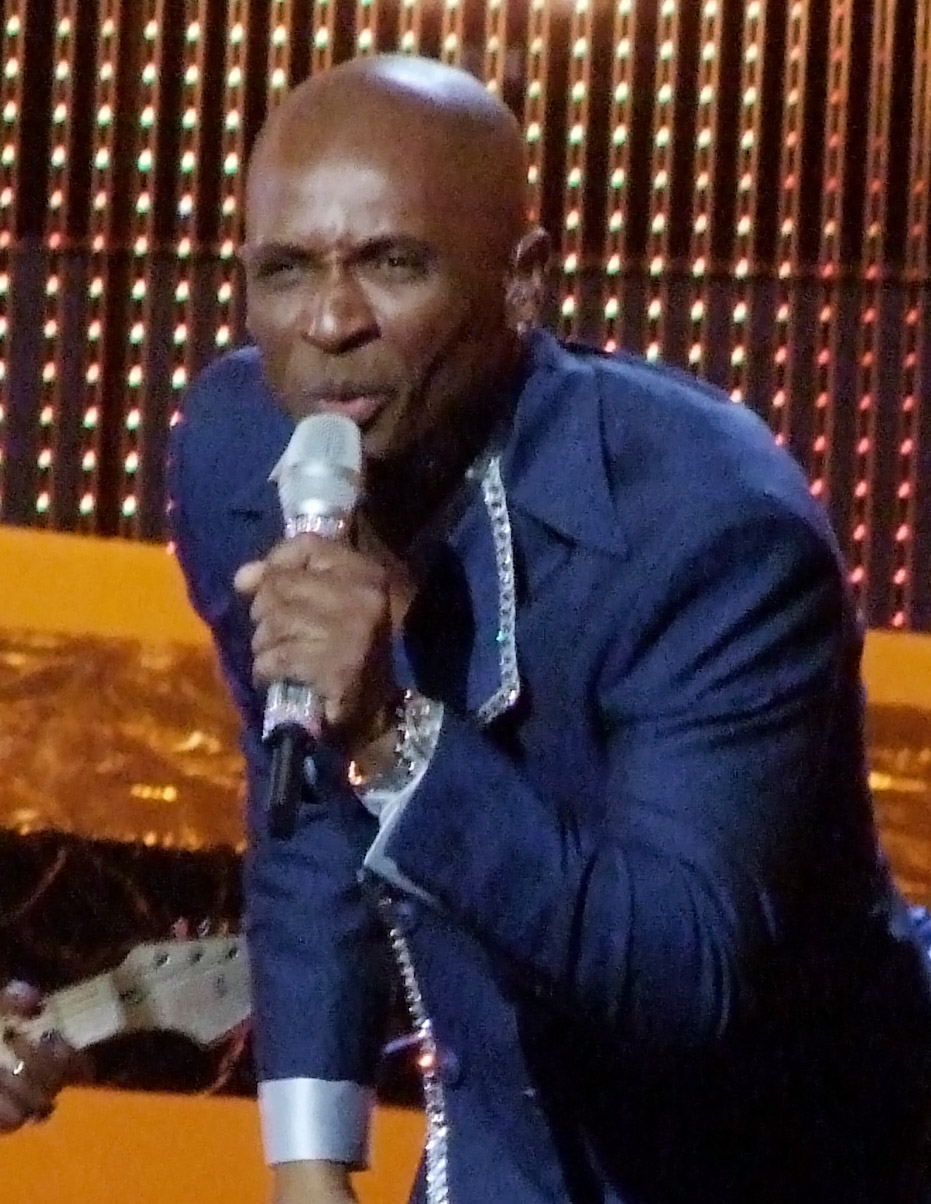
Andy Abraham podczas występu w finale 53. Konkursu Piosenki Eurowizji w 2008

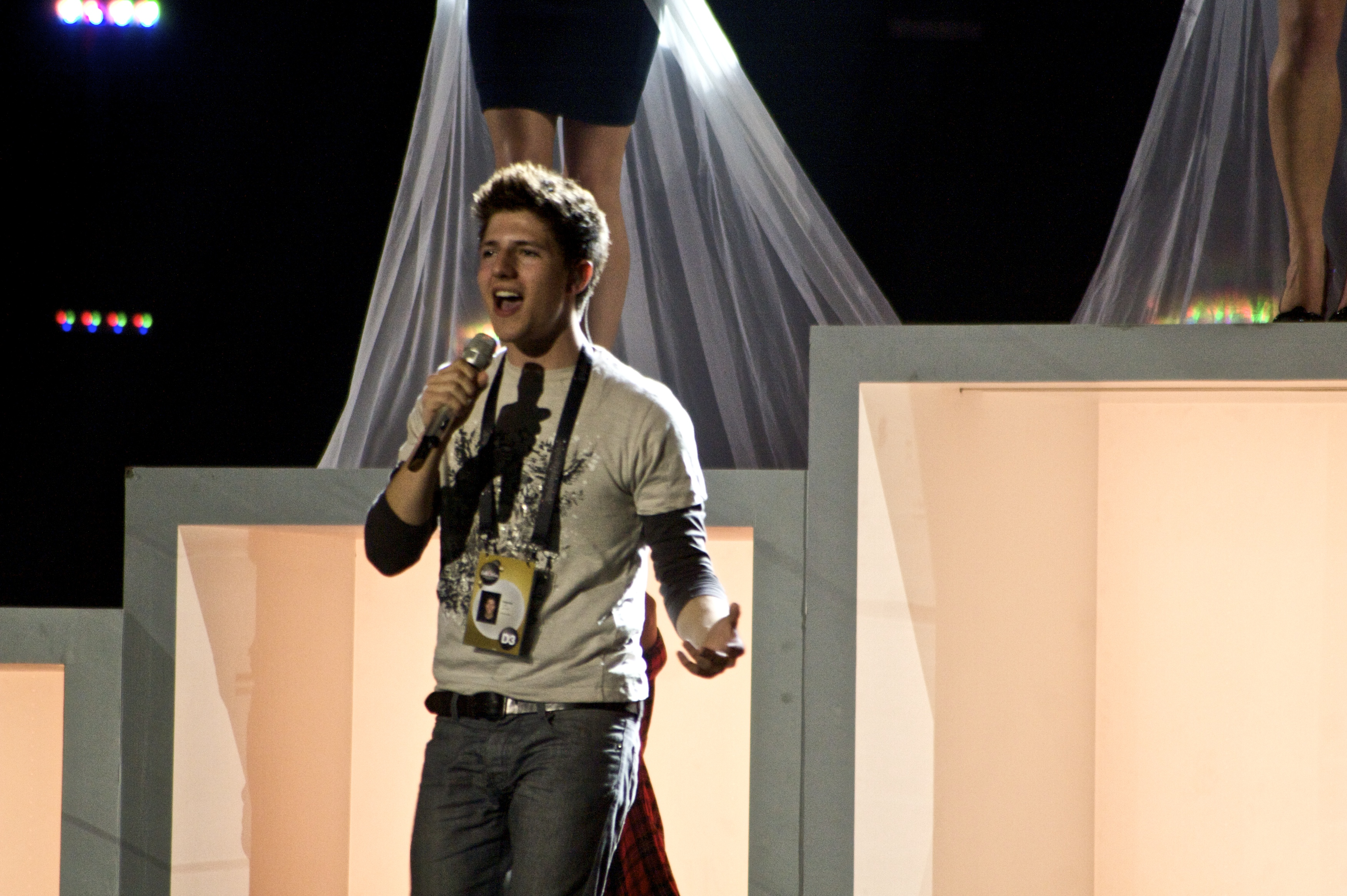
Josh Dubovie w trakcie występu w finale 55. Konkursu Piosenki Eurowizji w 2010

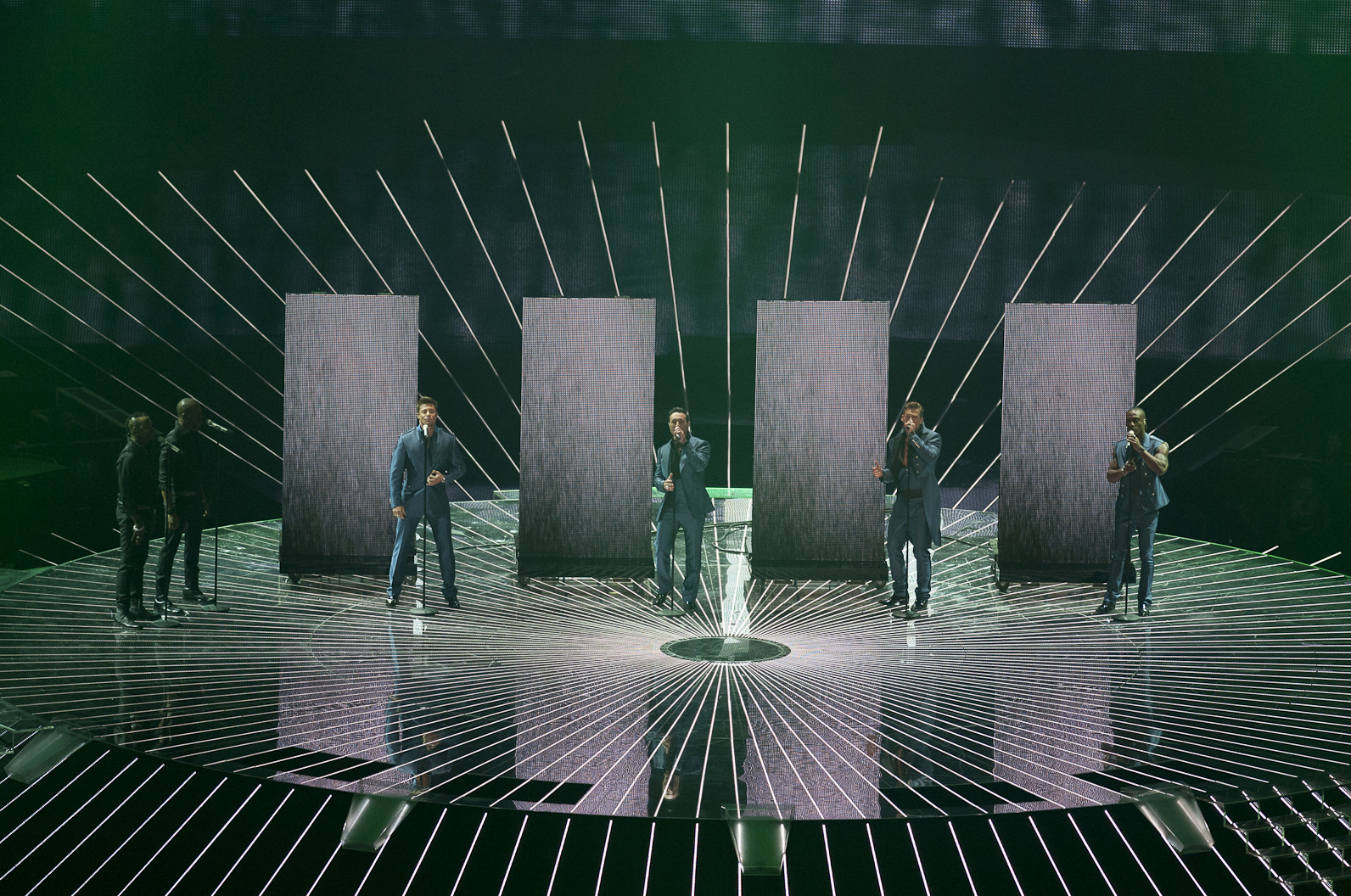
Zespół Blue w trakcie występu w finale 56. Konkursu Piosenki Eurowizji w 2011

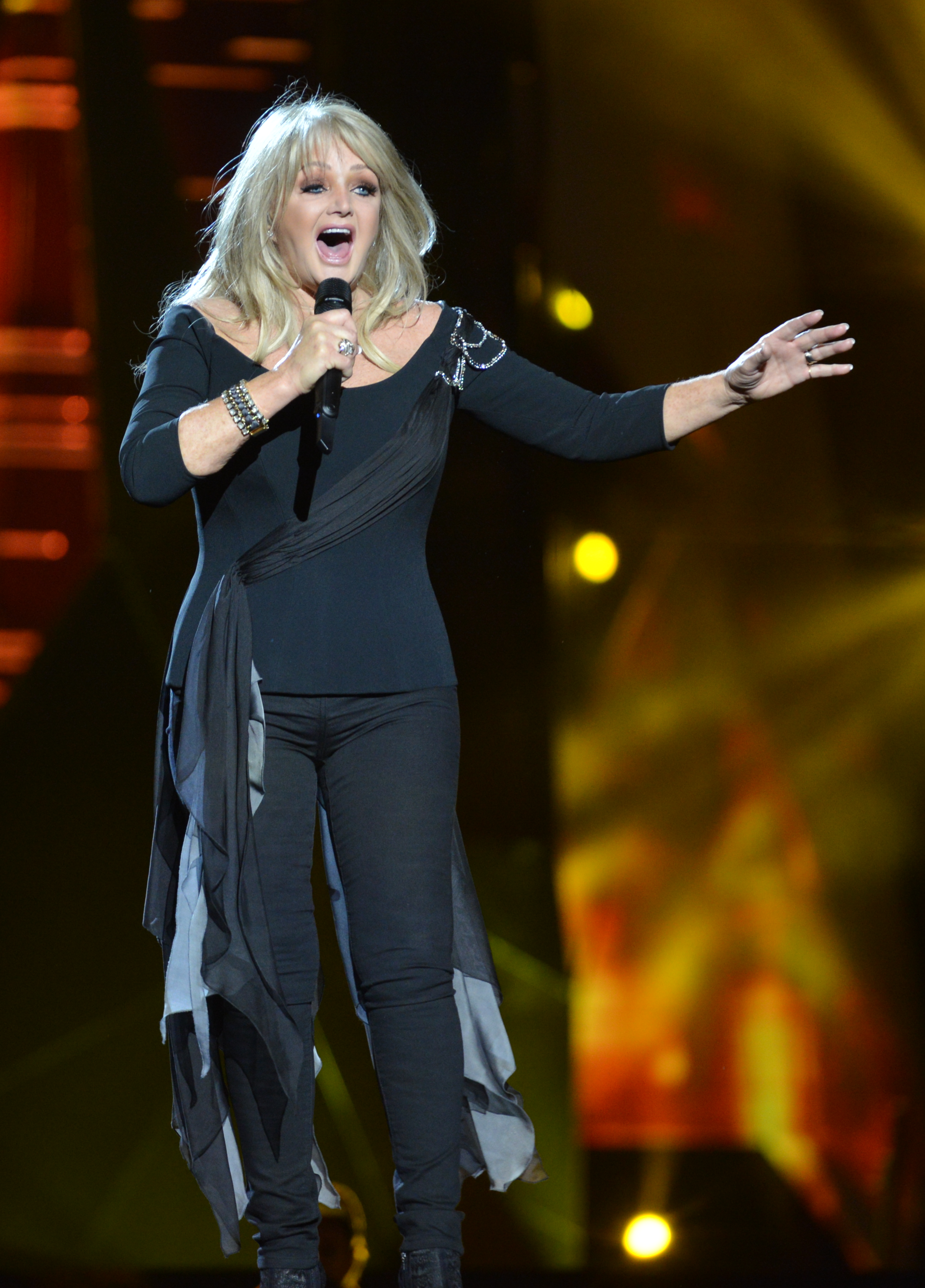
Bonnie Tyler podczas prób do finału 58. Konkursu Piosenki Eurowizji w 2013

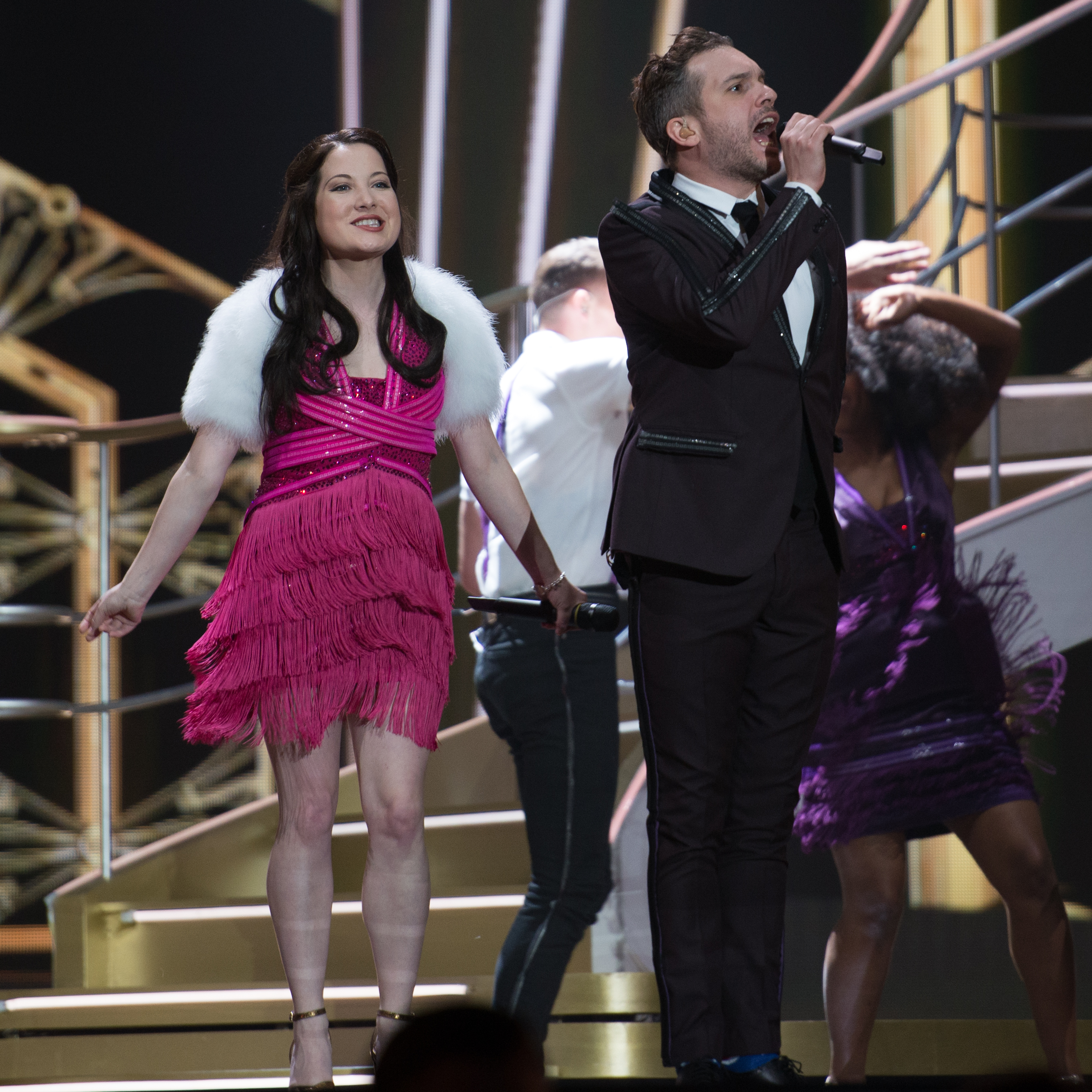
Duet Electro Velvet podczas prób do finału 60. Konkursu Piosenki Eurowizji w 2015

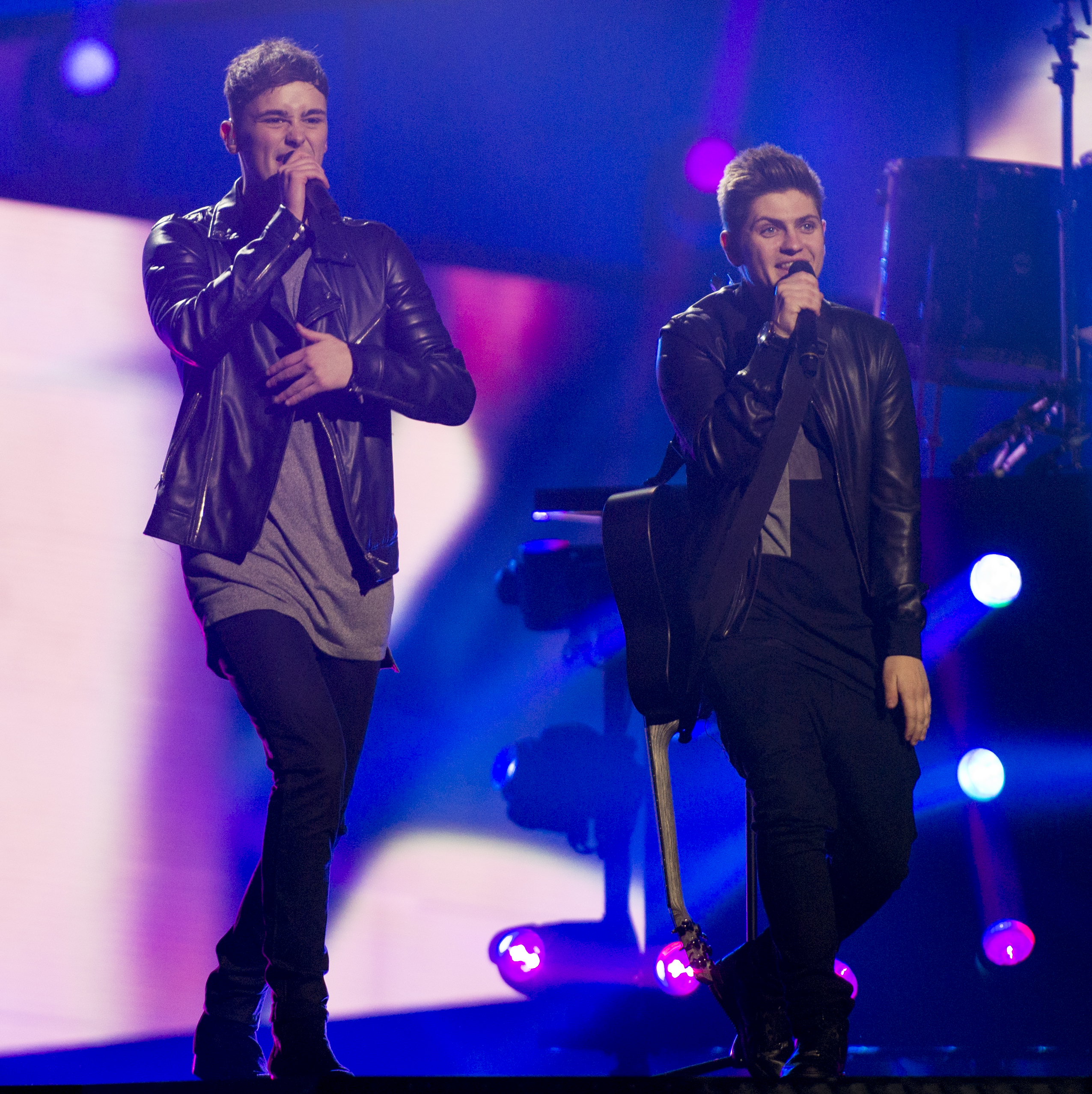
Duet Joe and Jake podczas 61. Konkursu Piosenki Eurowizji w 2016

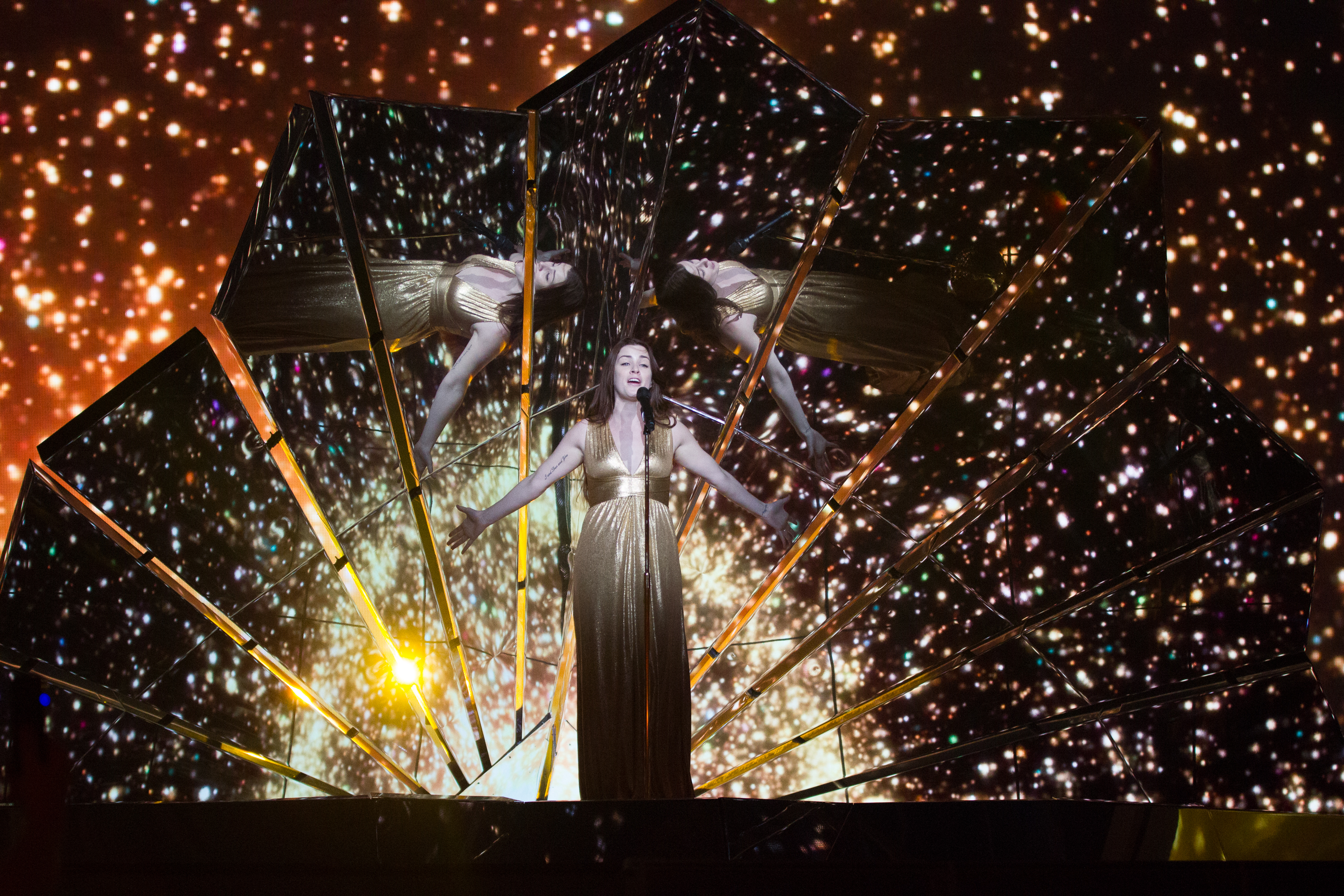
Lucie Jones podczas 62. Konkursu Piosenki Eurowizji w 2017

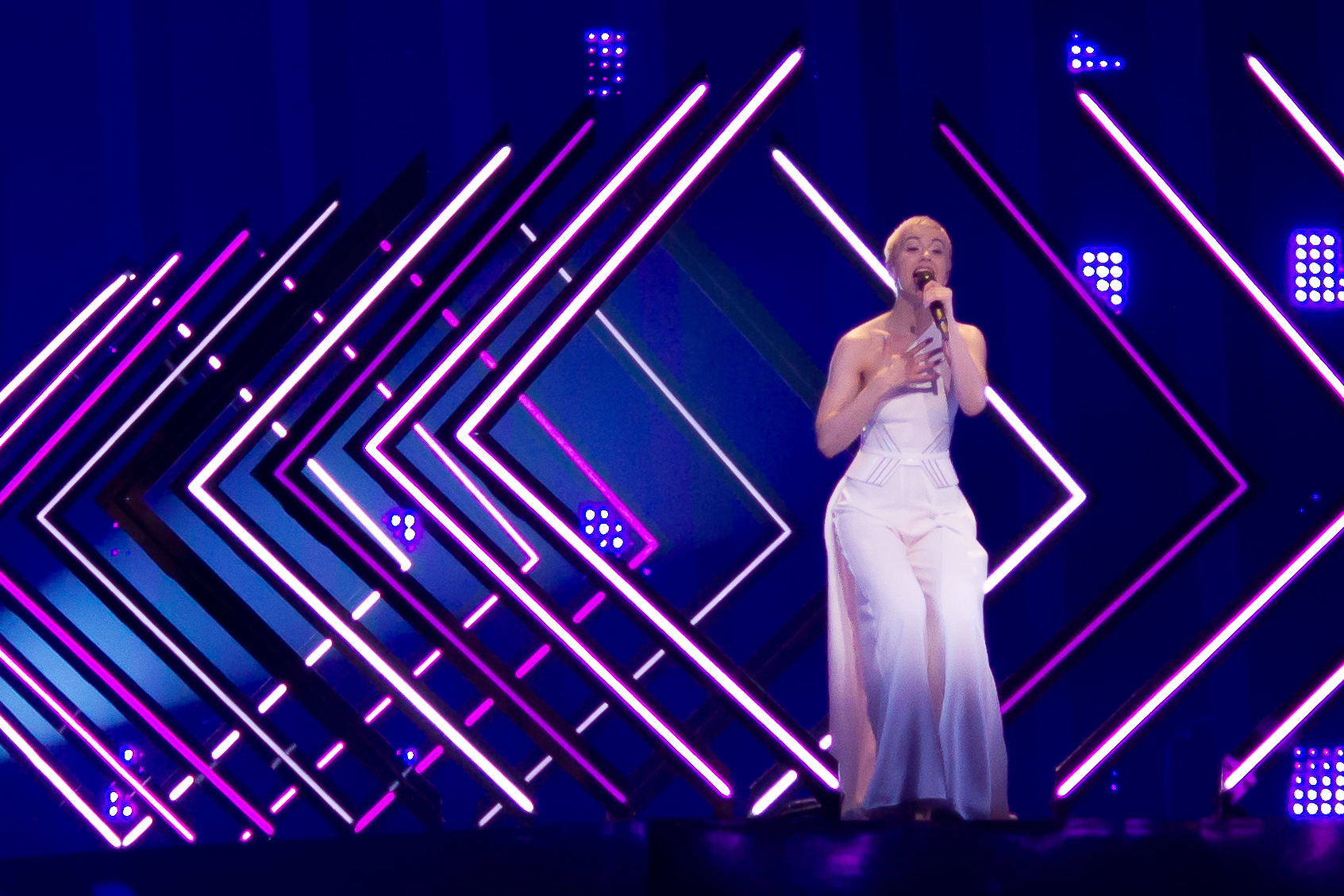
SuRie podczas 63. Konkursu Piosenki Eurowizji w 2018

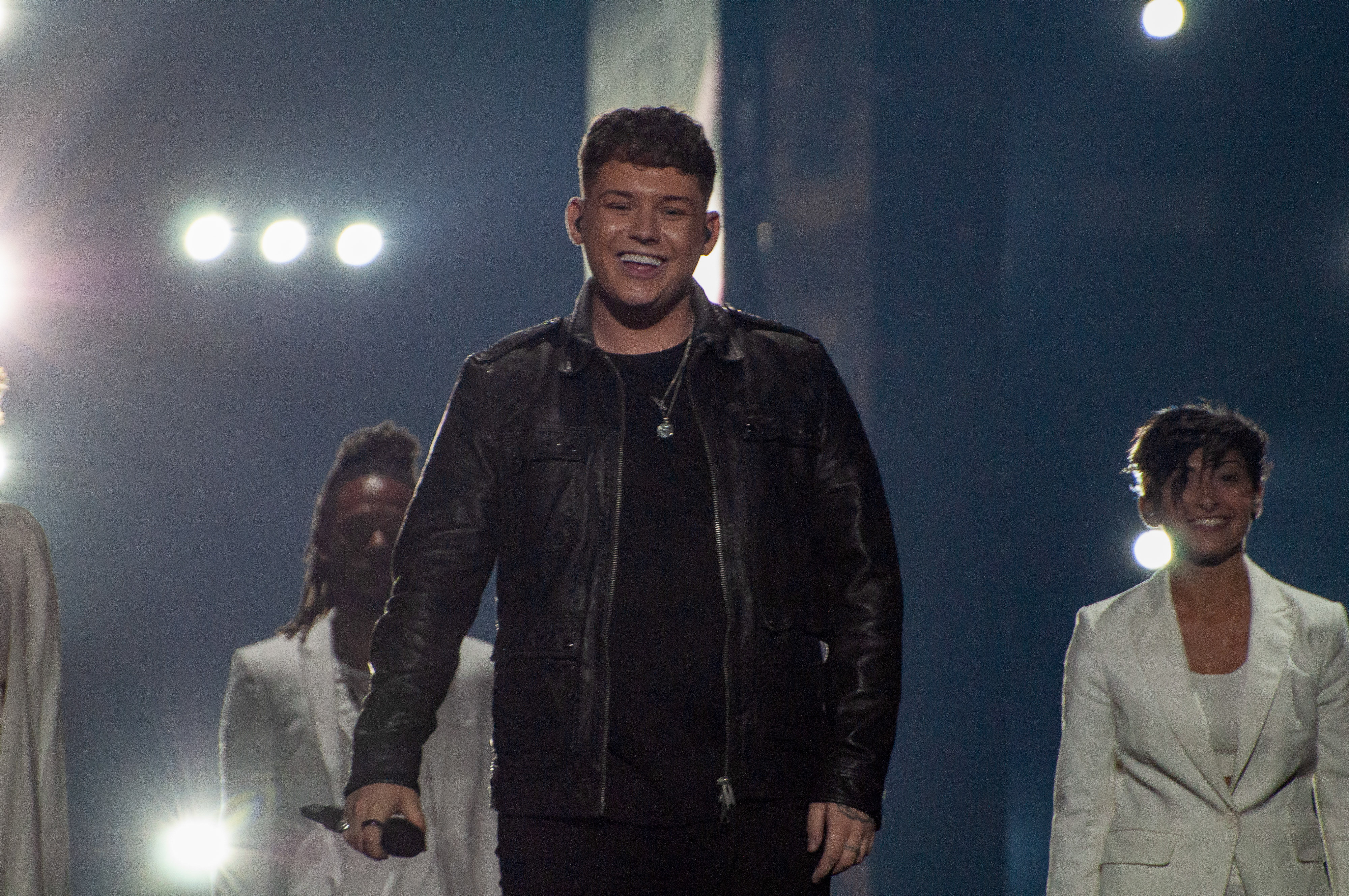
Michael Rice podczas 64. Konkursu Piosenki Eurowizji w 2019

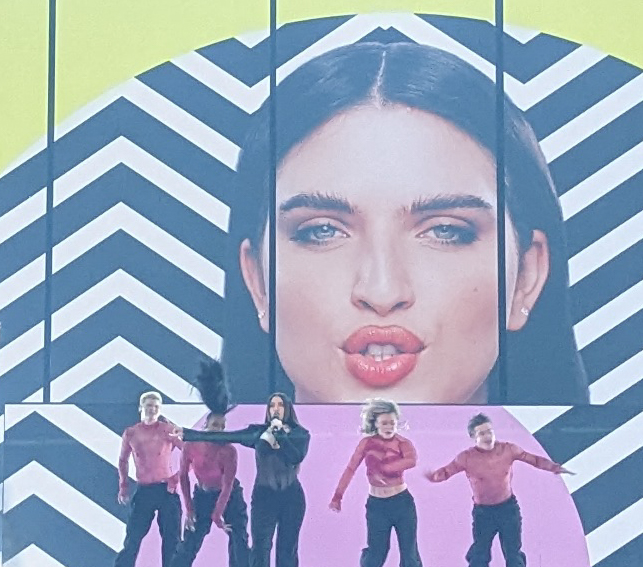
Mae Muller podczas 67. Konkursu Piosenki Eurowizji w 2023

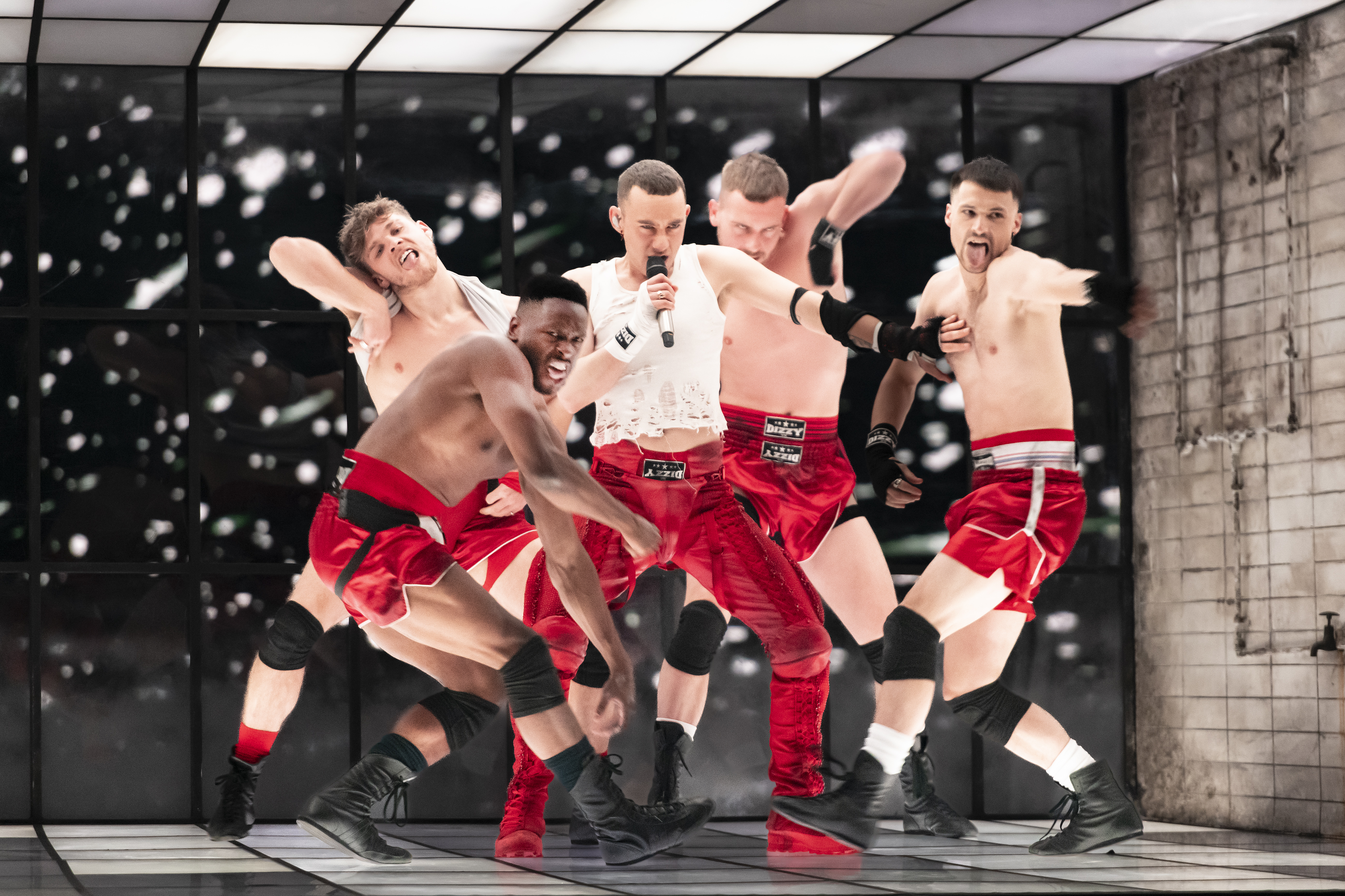
Olly Alexander podczas 68. Konkursu Piosenki Eurowizji w 2024

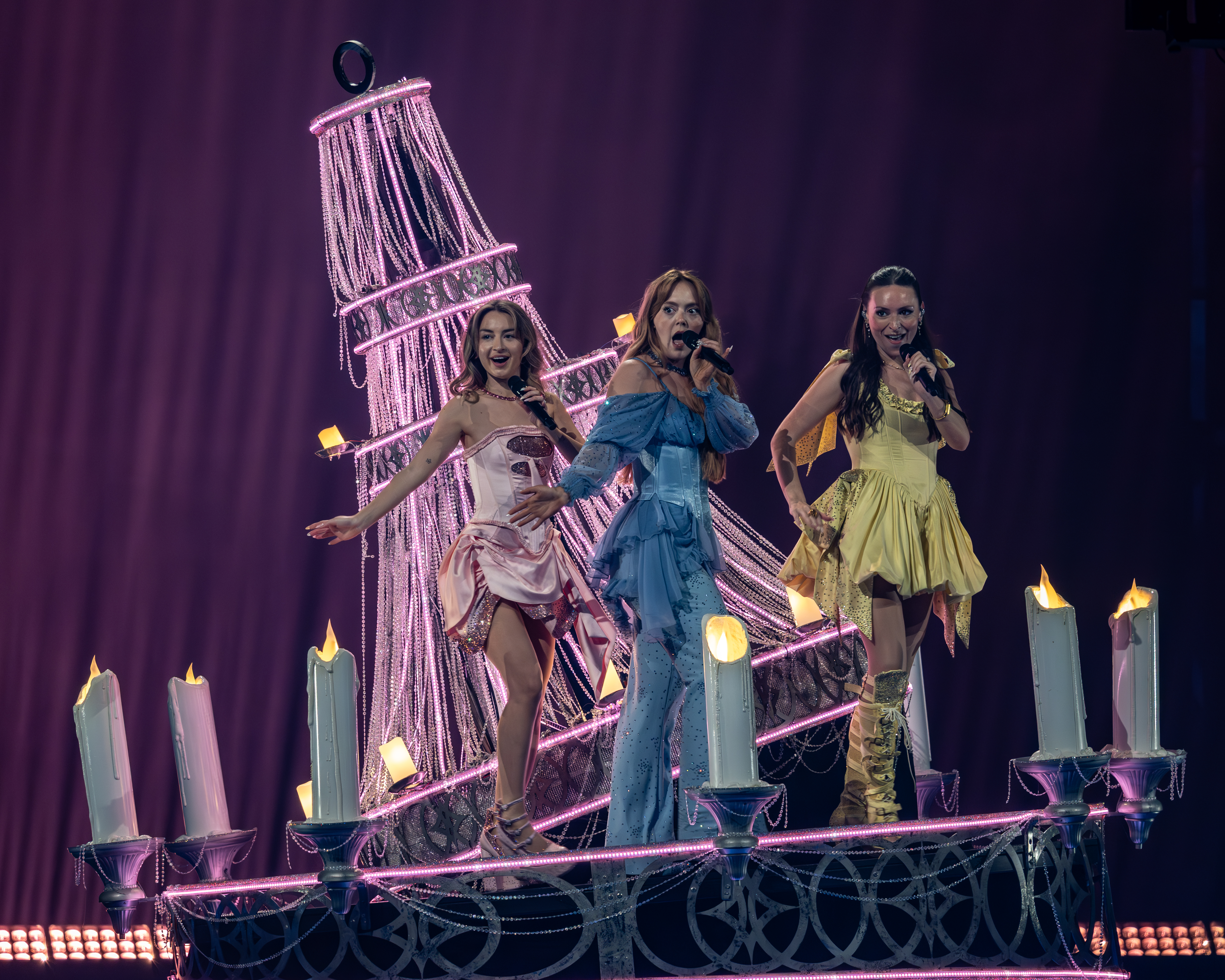
Trio Remember Monday podczas 69. Konkursu Piosenki Eurowizji w 2025

## Uczestnictwo
Wielka Brytania uczestniczy w Konkursie Piosenki Eurowizji od 1957 roku i do tej pory wzięła w nim udział 63 razy. Poniższa tabela uwzględnia nazwiska wszystkich brytyjskich reprezentantów, tytuły konkursowych piosenek oraz wyniki w poszczególnych latach.
| Rok  | Artysta                     | Piosenka                               | Język              | Finał              | Finał              | Półfinał                              | Półfinał                              |
| Rok  | Artysta                     | Piosenka                               | Język              | Miejsce            | Punkty             | Miejsce                               | Punkty                                |
| ---- | --------------------------- | -------------------------------------- | ------------------ | ------------------ | ------------------ | ------------------------------------- | ------------------------------------- |
| 1957 | Patricia Bredin             | „All”                                  | angielski          | 7                  | 6                  | Brak rundy półfinałowej               | Brak rundy półfinałowej               |
| 1958 | Brak reprezentanta          | Brak reprezentanta                     | Brak reprezentanta | Brak reprezentanta | Brak reprezentanta | Brak rundy półfinałowej               | Brak rundy półfinałowej               |
| 1959 | Pearl Carr i Teddy Johnson  | „Sing Little Birdie”                   | angielski          | 2                  | 16                 | Brak rundy półfinałowej               | Brak rundy półfinałowej               |
| 1960 | Bryan Johnson               | „Looking High, High, High”             | angielski          | 2                  | 25                 | Brak rundy półfinałowej               | Brak rundy półfinałowej               |
| 1961 | The Allisons                | „Are You Sure?”                        | angielski          | 2                  | 24                 | Brak rundy półfinałowej               | Brak rundy półfinałowej               |
| 1962 | Ronnie Carroll              | „Ring-a-Ding Girl”                     | angielski          | 4                  | 10                 | Brak rundy półfinałowej               | Brak rundy półfinałowej               |
| 1963 | Ronnie Carroll              | „Say Wonderful Things”                 | angielski          | 4                  | 28                 | Brak rundy półfinałowej               | Brak rundy półfinałowej               |
| 1964 | Matt Monro                  | „I Love the Little Things”             | angielski          | 2                  | 17                 | Brak rundy półfinałowej               | Brak rundy półfinałowej               |
| 1965 | Kathy Kirby                 | „I Belong”                             | angielski          | 2                  | 26                 | Brak rundy półfinałowej               | Brak rundy półfinałowej               |
| 1966 | Kenneth McKellar            | „A Man Without Love”                   | angielski          | 9                  | 8                  | Brak rundy półfinałowej               | Brak rundy półfinałowej               |
| 1967 | Sandie Shaw                 | „Puppet on a String”                   | angielski          | 1                  | 47                 | Brak rundy półfinałowej               | Brak rundy półfinałowej               |
| 1968 | Cliff Richard               | „Congratulations”                      | angielski          | 2                  | 28                 | Brak rundy półfinałowej               | Brak rundy półfinałowej               |
| 1969 | Lulu                        | „Boom Bang-a-Bang”                     | angielski          | 1                  | 18                 | Brak rundy półfinałowej               | Brak rundy półfinałowej               |
| 1970 | Mary Hopkin                 | „Knock, Knock, Who's There?”           | angielski          | 2                  | 26                 | Brak rundy półfinałowej               | Brak rundy półfinałowej               |
| 1971 | Clodagh Rodgers             | „Jack in the Box”                      | angielski          | 4                  | 98                 | Brak rundy półfinałowej               | Brak rundy półfinałowej               |
| 1972 | The New Seekers             | „Beg, Steal or Borrow”                 | angielski          | 2                  | 114                | Brak rundy półfinałowej               | Brak rundy półfinałowej               |
| 1973 | Cliff Richard               | „Power to All Our Friends”             | angielski          | 3                  | 123                | Brak rundy półfinałowej               | Brak rundy półfinałowej               |
| 1974 | Olivia Newton-John          | „Long Live Love”                       | angielski          | 4                  | 14                 | Brak rundy półfinałowej               | Brak rundy półfinałowej               |
| 1975 | The Shadows                 | „Let Me Be the One”                    | angielski          | 2                  | 138                | Brak rundy półfinałowej               | Brak rundy półfinałowej               |
| 1976 | Brotherhood of Man          | „Save Your Kisses for Me”              | angielski          | 1                  | 164                | Brak rundy półfinałowej               | Brak rundy półfinałowej               |
| 1977 | Lynsey de Paul i Mike Moran | „Rock Bottom”                          | angielski          | 2                  | 121                | Brak rundy półfinałowej               | Brak rundy półfinałowej               |
| 1978 | Co-Co                       | „The Bad Old Days”                     | angielski          | 11                 | 61                 | Brak rundy półfinałowej               | Brak rundy półfinałowej               |
| 1979 | Black Lace                  | „Mary Ann”                             | angielski          | 7                  | 73                 | Brak rundy półfinałowej               | Brak rundy półfinałowej               |
| 1980 | Prima Donna                 | „Love Enough for Two”                  | angielski          | 3                  | 106                | Brak rundy półfinałowej               | Brak rundy półfinałowej               |
| 1981 | Bucks Fizz                  | „Making Your Mind Up”                  | angielski          | 1                  | 136                | Brak rundy półfinałowej               | Brak rundy półfinałowej               |
| 1982 | Bardo                       | „One Step Further”                     | angielski          | 7                  | 76                 | Brak rundy półfinałowej               | Brak rundy półfinałowej               |
| 1983 | Sweet Dreams                | „I’m Never Giving Up”                  | angielski          | 6                  | 79                 | Brak rundy półfinałowej               | Brak rundy półfinałowej               |
| 1984 | Belle i The Devotions       | „Love Games”                           | angielski          | 7                  | 63                 | Brak rundy półfinałowej               | Brak rundy półfinałowej               |
| 1985 | Vikki Watson                | „Love Is”                              | angielski          | 4                  | 100                | Brak rundy półfinałowej               | Brak rundy półfinałowej               |
| 1986 | Ryder                       | „Runner in the Night”                  | angielski          | 7                  | 72                 | Brak rundy półfinałowej               | Brak rundy półfinałowej               |
| 1987 | Rikki                       | „Only the Light”                       | angielski          | 13                 | 47                 | Brak rundy półfinałowej               | Brak rundy półfinałowej               |
| 1988 | Scott Fitzgerald            | „Go”                                   | angielski          | 2                  | 136                | Brak rundy półfinałowej               | Brak rundy półfinałowej               |
| 1989 | Live Report                 | „Why Do I Always Get It Wrong?”        | angielski          | 2                  | 130                | Brak rundy półfinałowej               | Brak rundy półfinałowej               |
| 1990 | Emma                        | „Give a Little Love Back to the World” | angielski          | 6                  | 87                 | Brak rundy półfinałowej               | Brak rundy półfinałowej               |
| 1991 | Samantha Janus              | „A Message to Your Heart”              | angielski          | 10                 | 47                 | Brak rundy półfinałowej               | Brak rundy półfinałowej               |
| 1992 | Michael Ball                | „One Step Out of Time”                 | angielski          | 2                  | 139                | Brak rundy półfinałowej               | Brak rundy półfinałowej               |
| 1993 | Sonia                       | „Better the Devil You Know”            | angielski          | 2                  | 164                | Kvalifikacija za Millstreet           | Kvalifikacija za Millstreet           |
| 1994 | Frances Ruffelle            | „Lonely Symphony”                      | angielski          | 10                 | 63                 | Brak rundy półfinałowej               | Brak rundy półfinałowej               |
| 1995 | Love City Groove            | „Love City Groove”                     | angielski          | 10                 | 76                 | Brak rundy półfinałowej               | Brak rundy półfinałowej               |
| 1996 | Gina G                      | „Ooh Aah... Just a Little Bit”         | angielski          | 8                  | 77                 | 3                                     | 153                                   |
| 1997 | Katrina and the Waves       | „Love Shine a Light”                   | angielski          | 1                  | 227                | Brak rundy półfinałowej               | Brak rundy półfinałowej               |
| 1998 | Imaani                      | „Where Are You?”                       | angielski          | 2                  | 166                | Brak rundy półfinałowej               | Brak rundy półfinałowej               |
| 1999 | Precious                    | „Say It Again”                         | angielski          | 12                 | 38                 | Brak rundy półfinałowej               | Brak rundy półfinałowej               |
| 2000 | Nicki French                | „Don't Play That Song Again”           | angielski          | 16                 | 28                 | Brak rundy półfinałowej               | Brak rundy półfinałowej               |
| 2001 | Lindsay Dracass             | „No Dream Impossible”                  | angielski          | 15                 | 28                 | Brak rundy półfinałowej               | Brak rundy półfinałowej               |
| 2002 | Jessica Garlick             | „Come Back”                            | angielski          | 3                  | 111                | Brak rundy półfinałowej               | Brak rundy półfinałowej               |
| 2003 | Jemini                      | „Cry Baby”                             | angielski          | 26                 | 0                  | Brak rundy półfinałowej               | Brak rundy półfinałowej               |
| 2004 | James Fox                   | „Hold Onto Our Love”                   | angielski          | 16                 | 29                 | Wielka Czwórka                        | Wielka Czwórka                        |
| 2005 | Javine                      | „Touch My Fire”                        | angielski          | 22                 | 18                 | Wielka Czwórka                        | Wielka Czwórka                        |
| 2006 | Daz Sampson                 | „Teenage Life”                         | angielski          | 19                 | 25                 | Wielka Czwórka                        | Wielka Czwórka                        |
| 2007 | Scooch                      | „Flying the Flag (for You)”            | angielski          | 23                 | 19                 | Wielka Czwórka                        | Wielka Czwórka                        |
| 2008 | Andy Abraham                | „Even If”                              | angielski          | 25                 | 14                 | Wielka Czwórka                        | Wielka Czwórka                        |
| 2009 | Jade Ewen                   | „It’s My Time”                         | angielski          | 5                  | 173                | Wielka Czwórka                        | Wielka Czwórka                        |
| 2010 | Josh Dubovie                | „That Sounds Good to Me”               | angielski          | 25                 | 10                 | Wielka Czwórka                        | Wielka Czwórka                        |
| 2011 | Blue                        | „I Can”                                | angielski          | 11                 | 100                | Wielka Piątka                         | Wielka Piątka                         |
| 2012 | Engelbert Humperdinck       | „Love Will Set You Free”               | angielski          | 25                 | 12                 | Wielka Piątka                         | Wielka Piątka                         |
| 2013 | Bonnie Tyler                | „Believe in Me”                        | angielski          | 19                 | 23                 | Wielka Piątka                         | Wielka Piątka                         |
| 2014 | Molly                       | „Children of the Universe”             | angielski          | 17                 | 40                 | Wielka Piątka                         | Wielka Piątka                         |
| 2015 | Electro Velvet              | „Still in Love with You”               | angielski          | 24                 | 5                  | Wielka Piątka                         | Wielka Piątka                         |
| 2016 | Joe and Jake                | „You’re Not Alone”                     | angielski          | 24                 | 62                 | Wielka Piątka                         | Wielka Piątka                         |
| 2017 | Lucie Jones                 | „Never Give Up On You”                 | angielski          | 15                 | 111                | Wielka Piątka                         | Wielka Piątka                         |
| 2018 | SuRie                       | „Storm”                                | angielski          | 24                 | 48                 | Wielka Piątka                         | Wielka Piątka                         |
| 2019 | Michael Rice                | „Bigger Than Us”                       | angielski          | 26                 | 11                 | Wielka Piątka                         | Wielka Piątka                         |
| 2020 | James Newman                | „My Last Breath”                       | angielski          | Konkurs odwołany   | Konkurs odwołany   | Wielka Piątka                         | Wielka Piątka                         |
| 2021 | James Newman                | „Embers”                               | angielski          | 26                 | 0                  | Wielka Piątka                         | Wielka Piątka                         |
| 2022 | Sam Ryder                   | „Space Man”                            | angielski          | 2                  | 466                | Wielka Piątka                         | Wielka Piątka                         |
| 2023 | Mae Muller                  | „I Wrote a Song”                       | angielski          | 25                 | 24                 | Organizator i członek Wielkiej Piątki | Organizator i członek Wielkiej Piątki |
| 2024 | Olly Alexander              | „Dizzy”                                | angielski          | 18                 | 46                 | Wielka Piątka                         | Wielka Piątka                         |
| 2025 | Remember Monday             | „What the Hell Just Happened?”         | angielski          | 19                 | 88                 | Wielka Piątka                         | Wielka Piątka                         |
| 2026 |                             |                                        |                    |                    |                    | Wielka Piątka                         | Wielka Piątka                         |

Legenda:
     1. miejsce

## Historia głosowania w finale (1957–2025)
Poniższe tabele pokazują, którym krajom Wielka Brytania przyznaje w finale najwięcej punktów oraz od których państw brytyjscy reprezentanci otrzymują najwyższe noty:
| Lp. | Kraj       | Punkty |
| --- | ---------- | ------ |
| 1   | Irlandia   | 270    |
| 1   | Szwecja    | 270    |
| 2   | Szwajcaria | 194    |
| 3   | Niemcy     | 173    |
| 4   | Izrael     | 172    |
| 5   | Francja    | 147    |

| Lp. | Kraj       | Punkty |
| --- | ---------- | ------ |
| 1   | Irlandia   | 274    |
| 2   | Szwajcaria | 225    |
| 3   | Austria    | 216    |
| 4   | Francja    | 209    |
| 5   | Niemcy     | 205    |
| 5   | Belgia     | 205    |

## Konkursy Piosenki Eurowizji zorganizowane w Wielkiej Brytanii
Konkurs Piosenki Eurowizji odbyły się w Wielkiej Brytanii dziewięciokrotnie: w 1960, 1963, 1968, 1972, 1974, 1977, 1982, 1998 i 2023 roku. 5., 8., 13. i 22. Konkurs Piosenki Eurowizji odbył się w Londynie, 17. – w Edynburgu, 19. – w Brighton, 27. – w Harrogate, a 43. – w Birmingham. Konkursy w 1960, 1963 i 1972 zostały przygotowane przez brytyjskiego nadawcę z powodu niepodjęcia się organizacji przez zwycięzców finałów w poprzednich latach, a w 2023 z powodu wojny na Ukrainie.
| Rok  | Miasto     | Miejsce                        | Prowadzący                                                             |
| ---- | ---------- | ------------------------------ | ---------------------------------------------------------------------- |
| 1960 | Londyn     | Royal Festival Hall            | Katie Boyle                                                            |
| 1963 | Londyn     | BBC Television Centre          | Katie Boyle                                                            |
| 1968 | Londyn     | Royal Albert Hall              | Katie Boyle                                                            |
| 1972 | Edynburg   | Usher Hall                     | Moira Shearer                                                          |
| 1974 | Brighton   | Brighton Dome                  | Katie Boyle                                                            |
| 1977 | Londyn     | Wembley Conference Centre      | Angela Rippon                                                          |
| 1982 | Harrogate  | Harrogate International Centre | Jan Leeming                                                            |
| 1998 | Birmingham | National Indoor Arena          | Ulrika Jonsson i Terry Wogan                                           |
| 2023 | Liverpool  | Liverpool Arena                | Alesha Dixon, Hannah Waddingham, Julija Sanina i Graham Norton (finał) |

## Nagrody im. Marcela Bezençona
Nagrody im. Marcela Bezençona to statuetki przyznawane najlepszym piosenkom w finale Konkursu Piosenki Eurowizji. Pomysłodawcami nagród byli Christer Björkman i Richard Herrey, statuetka nosi nazwisko twórcy konkursu – Marcela Bezençona. Przyznawane są trzy nagrody: Nagroda Dziennikarzy (zwycięzcę wybierają akredytowani dziennikarze), Nagroda Artystyczna (zwycięzcę wybierają komentatorzy konkursu) i Nagroda Kompozytorska (zwycięzcę wybierają kompozytorzy biorący udział w konkursie).
Nagroda Dziennikarzy
| Rok  | Wykonawca | Piosenka    | Autor(zy)                        |
| ---- | --------- | ----------- | -------------------------------- |
| 2022 | Sam Ryder | „Space Man” | Sam Ryder Amy Wadge Max Wolfgang |

## Gratulacje: 50 lat Konkursu Piosenki Eurowizji
W październiku 2005 roku odbył się specjalny koncert jubileuszowy Gratulacje: 50 lat Konkursu Piosenki Eurowizji, który został zorganizowany przez Europejską Unię Nadawców (EBU) z okazji 50-lecia Konkursu Piosenki Eurowizji. W trakcie koncertu odbył się plebiscyt na najlepszą piosenkę w całej historii imprezy. W stawce konkursowej znalazły się m.in. brytyjskie propozycje „Congratulations” Cliffa Richarda (zdobywca drugiego miejsca w 1968) i „Save Your Kisses for Me” Brotherhood of Man (zwycięski utwór z 1976 roku). Utwory zajęły kolejno ósme i piąte miejsce.